# 威拉庫奇 (喬治亞州)
威拉庫奇（英語：Willacoochee）是一個位於美國喬治亞州阿特金森縣的城市。

## 地理
威拉庫奇的座標為31°20′07″N 83°02′47″W / 31.33528°N 83.04639°W，而該地的平均海拔高度為73米（即240英尺）。

## 人口
根據2010年美國人口普查的數據，威拉庫奇的面積為9.9平方千米，當中陸地面積為9.9平方千米，而水域面積為0.0平方千米。當地共有人口1391人，而人口密度為每平方千米140人。